# Clan Fujiwara
Il clan Fujiwara (藤原氏?, Fujiwara-uji, Fujiwara-shi) fu una potente famiglia di reggenti (摂関?, Sekkan) giapponesi, che ebbero il monopolio delle posizioni di Sesshō (摂政? reggenti che curavano gli affari imperiali in presenza di imperatori minorenni) e Kanpaku (関白? consiglieri dell'imperatore). Il fondatore della dinastia, Nakatomi no Kamatari (614-669), ricevette il nome "Fujiwara" dall'imperatore Tenji. Durante il periodo Heian, la famiglia deteneva tutto il potere politico, e rimase influente anche nelle epoche successive.

## Periodi Asuka e Nara
L'influenza politica del clan Fujiwara iniziò durante il periodo Asuka. Nakatomi no Kamatari, appartenente al clan Nakatomi, condusse un colpo di Stato contro il clan Soga nel 645 e diede inizio insieme all'Imperatore Kōtoku ad una serie di riforme di governo note come "editti di riforma di Taika". Nel 668 l'Imperatore Tenji, salito al trono in quell'anno, concesse a Kamatari il kabane Fujiwara no Ason; il nuovo cognome fu ereditato dall'erede di Kamatari, il suo secondo figlio Fujiwara no Fuhito (659-720), influente presso la corte di diversi imperatori e imperatrici all'inizio del periodo Nara.
La figlia di questi, Miyako, divenne una concubina dell'Imperatore Monmu, e il figlio dei due, il principe Obito, divenne l'Imperatore Shōmu. Un'altra figlia di Fuhito, Kōmyōshi, divenne l'imperatrice consorte di Shōmu, la prima nella storia del Giappone a non essere figlia della famiglia imperiale. I quattro figli maschi di Fuhito fondarono invece quattro rami della famiglia, e tra di essi la famiglia del Nord, gli Hokke, vennero considerati capi del clan.

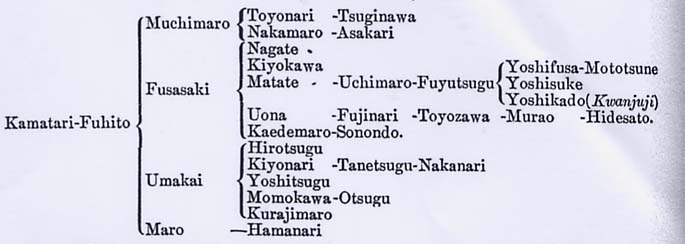
Albero genealogico come appare in Edmond Papinot, Historical and geographical dictionary of Japan, 1910

## Periodo Heian
Prima di spostare la capitale a Heian-kyō, nel 792 l'Imperatore Kanmu abolì la coscrizione obbligatoria, dando così origine a una classe militare più specializzata, che si sarebbe presto evoluta in casta (saburai o samurai); tra le famiglie che assunsero più potere furono i clan Fujiwara, Tachibana, Taira e Minamoto. Questi clan si resero sempre più indipendenti dall'autorità imperiale e le amministrazioni dei clan divennero istituzioni amministrative para-statali.

### Ascesa
La famiglia Hokke del clan Fujiwara, già influente a corte a partire dalle epoche precedenti, condusse una sapiente politica matrimoniale che legò strettamente il clan alla famiglia imperiale. Poiché per secoli le consorti di principi e imperatori furono scelte tra le donne del clan Fujiwara, il capo del clan si trovava generalmente in una parentela molto stretta con l'imperatore del momento. Grazie all'influenza derivante dalla relazione familiare, durante il periodo Heian la famiglia riuscì a stabilire un diritto ereditario alle cariche di reggente, sesshō e kanpaku, gestendo così il potere in vece o al fianco degli imperatori. Alcuni Fujiwara occuparono le posizioni di sesshō e kanpaku più di una volta, e per più di un imperatore. I membri minori del clan divennero nobili di corte, governatori provinciali o vice-governatori, membri dell'aristocrazia provinciale e generali.
L'unico periodo in cui i Fujiwara non ebbero la carica di kanpaku fu durante il regno dell'Imperatore Daigo, che abolì la carica per assumere direttamente il potere, ma l'influenza del clan non ne risentì particolarmente, ed anzi continuò ad accumulare terre (shōen) e ricchezze; già dalla prima parte del periodo Heian gli shōen erano stati legalizzati e i loro possessori erano autorizzati a stabilire autonomamente le tasse e l'amministrazione del feudo, di fatto sottraendoli all'autorità imperiale e riportando il Paese a prima degli editti di riforma di Taika. Pochi decenni dopo la morte di Daigo i Fujiwara ebbero il controllo assoluto della corte.
Con le reggenze del X e XI secolo l'autorità dei Fujiwara superò quella degli imperatori, che esautorati del loro potere divennero imperatori fantoccio. Fujiwara no Michinaga (966-1027), pur non essendo kanpaku, fu nonno di tre imperatori, padre di sei tra imperatrici e consorti imperiali, e nonno di altre sette consorti imperiali; Michinaga fu così potente da poter decidere sulla successione imperiale, e gli affari di stato erano discussi nel consiglio del clan Fujiwara anziché a corte. Lo storico George Bailey Sansom definì i Fujiwara di questo periodo "dittatori ereditari".
Sotto i Fujiwara il Paese assistette a una fioritura artistica e culturale, con un grande interesse soprattutto per la letteratura e la poesia; ai caratteri cinesi (kanji), che si dimostravano insufficienti ad esprimere le regole della grammatica giapponese, si affiancarono dei sillabari (kana), dapprima il man'yōgana, che utilizzava un sottoinsieme dei kanji, e poi il katakana e l'hiragana, derivati dal precedente. Durante il periodo Heian i maschi venivano educati ai kanji e al katakana, mentre le donne al solo hiragana; con questo sillabario si espressero le scrittrici e poetesse di corte (creando non poche ambiguità a causa delle parole omofone), componendo alcuni dei migliori esempi della poetica del periodo, il Kagero Nikki (firmato da "la madre di Michitsuna"), il Makura no Sōshi (di Sei Shōnagon), e il Genji Monogatari (di Murasaki Shikibu, anche lei una Fujiwara). Dopo secoli di imitazione dell'arte cinese, inoltre, nacquero le prime correnti artistiche autoctone, come i dipinti yamato-e, che ritraevano in colori vivaci la vita di corte e storie di templi e monasteri.

### Decadenza
Verso la fine del periodo Heian, la crescita della popolazione e la diminuzione della produzione agricola portarono i tre grandi clan, Fujiwara, Taira e Minamoto, tutti legati alla famiglia imperiale, a competere per le risorse e i terreni. L'Imperatore Go-Sanjō (1068-1073), il primo dai tempi dell'Imperatore Uda a non essere figlio di una Fujiwara, istituì un ufficio con il compito di tenere un registro dei terreni, allo scopo di riaffermare l'autorità imperiale su di essi, e poiché molti possidenti, tra cui i Fujiwara, non avevano correttamente certificato i loro shōen, questi temettero di perdere le loro terre; per sottrarsi all'autorità dei clan l'imperatore istituì lo In no chō, o ufficio del governo del chiostro (insei), grazie al quale poté allontanarsi dalla corte senza rinunciare ad esercitare il potere imperiale. I Fujiwara mantennero le loro posizioni a corte, ma non poterono più avere voce nelle decisioni imperiali, e si divisero in dispute regionali tra i quattro rami della famiglia, in particolare tra quelli settentrionali e quelli meridionali.
Nella ribellione di Hōgen del 1156, il clan si trovò così diviso: Fujiwara no Yorinaga sostenne l'Imperatore claustrale Sutoku, mentre Fujiwara no Tadamichi sostenne l'Imperatore claustrale Toba e suo figlio Go-Shirakawa assieme ai Taira. Alla fine la fazione di Sutoku perse, e Yorinaga fuggì a Uji, dove fu ucciso. Il clan si ritrovò nuovamente diviso nella ribellione di Heiji; Fujiwara no Nobuyori si alleò con il clan Minamoto, mentre Fujiwara no Tadamichi e Fujiwara no Michinori si schierarono con i Taira. La guerra si concluse a favore dei Taira, e poiché il clan Fujiwara si era ormai molto indebolito i Taira divennero il clan più potente del Paese, e conquistarono molte posizioni a corte precedentemente occupate dai Fujiwara. Il clan Minamoto, meno lusingato dalla vita di corte, ebbe il tempo di riorganizzare le sue forze, e nel 1180 scatenò la guerra Genpei, al termine della quale Minamoto no Yoritomo annientò i Taira, e fu poi nominato Seii Taishōgun dall'Imperatore Go-Toba.

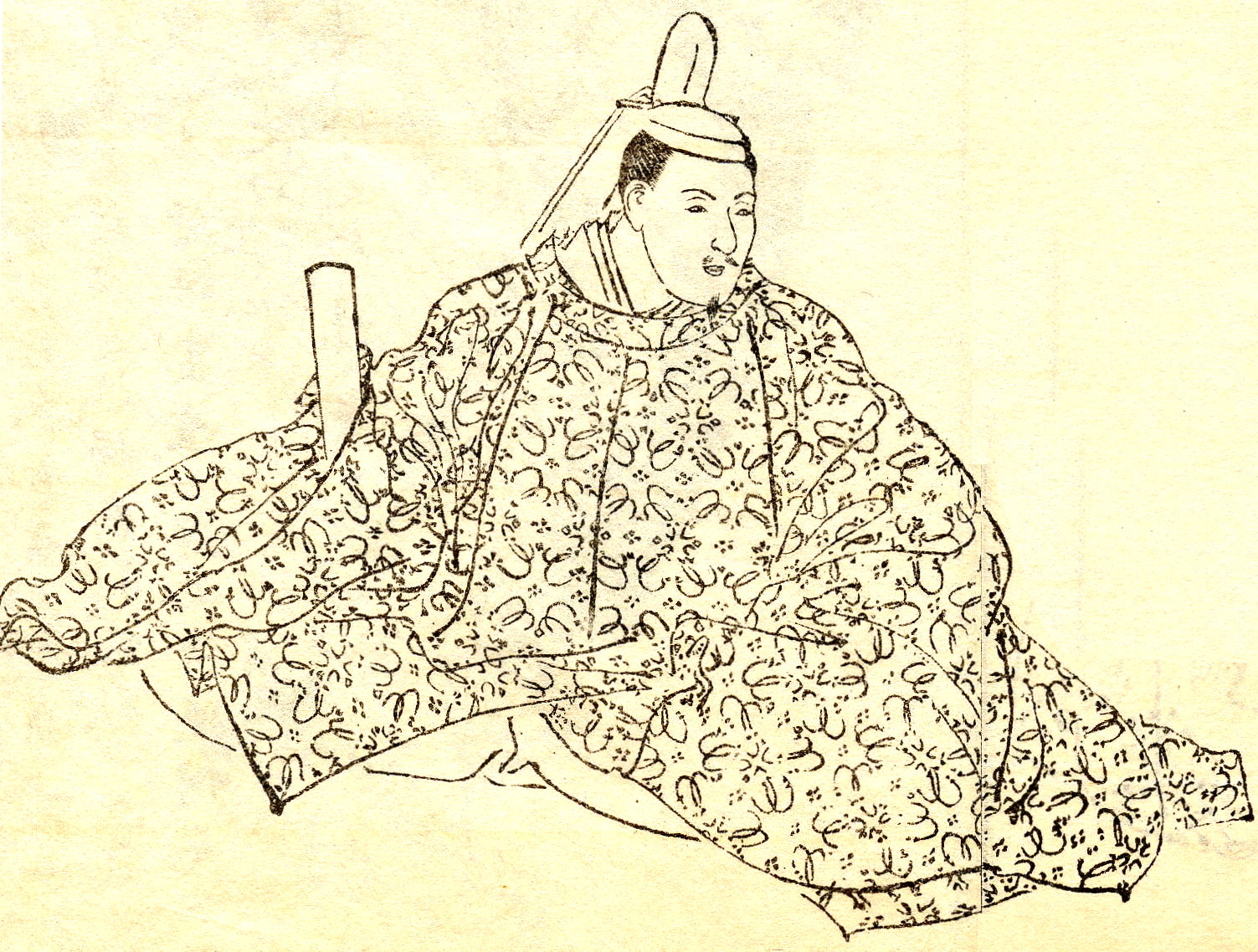
Fujiwara no Teika in un disegno di Kikuchi Yōsai

Yoritomo era a sua volta un discendente del clan Fujiwara, e lasciò al clan Fujiwara le sue posizioni a corte; tuttavia, il controllo politico del Paese fu assunto dal governo dello shogunato, in mano ai clan Minamoto e Hōjō. Sebbene la pratica del governo del chiostro avesse permesso agli imperatori di sottrarsi al controllo della corte, non aveva alcun effetto sullo shogunato, che poteva legiferare indipendentemente dall'imperatore, così le posizioni dell'imperatore e della corte divennero meramente rappresentative. Le successive generazioni dei Fujiwara rinunciarono così all'impegno politico e militare, e si dedicarono alle arti, producendo nel tempo un gran numero di artisti e letterati, come Fujiwara no Shunzei o Fujiwara no Teika.

### Elenco di reggenti del periodo Heian
| Nome      | Vita      | Sesshō               | Kanpaku                         |
| --------- | --------- | -------------------- | ------------------------------- |
| Yoshifusa | 804-872   | 866-872              | —                               |
| Mototsune | 836-891   | 876-884              | 887-890                         |
| Tadahira  | 880-949   | 930-941              | 941-949                         |
| Saneyori  | 900-970   | 969-970              | 967-969                         |
| Koretada  | 924-972   | 970-972              | —                               |
| Kanemichi | 925-977   | —                    | 973-977                         |
| Yoritada  | 924-989   | —                    | 977-986                         |
| Kaneie    | 929-990   | 986-990              | 990                             |
| Michitaka | 953-995   | 990-993              | 993-995                         |
| Michikane | 961-995   | —                    | 995                             |
| Michinaga | 966-1028  | 1016-1017            | —                               |
| Yorimichi | 990-1074  | 1017-1020            | 1020-1068                       |
| Norimichi | 997-1075  | —                    | 1068-1075                       |
| Morozane  | 1042-1101 | 1087-1091            | 1075-1087, 1091-1094            |
| Moromichi | 1062-1099 | —                    | 1094-1099                       |
| Tadazane  | 1078-1162 | 1107-1114            | 1106-1107, 1114-1121            |
| Tadamichi | 1097-1164 | 1123-1129, 1142-1151 | 1121-1123, 1129-1142, 1151-1158 |
| Motozane  | 1143-1166 | 1165-1166            | 1158-1165                       |
| Motofusa  | 1144-1230 | 1166-1173            | 1173-1179                       |
| Moroie    | 1172-1238 | 1184                 | —                               |

## Età successive
Durante il XIII secolo, il clan Fujiwara si scisse in cinque casati reggenti (五摂家?, go-sekke): Konoe, Takatsukasa, Kujō, Nijō e Ichijō. Ai Kujō appartennero due shōgun dello shogunato Kamakura, Kujō Yoritsune e Kujō Yoritsugu, ma in un periodo in cui la carica aveva solo valore simbolico. Sebbene la corte imperiale non avesse più alcun potere, i discendenti delle cinque famiglie continuarono a esercitare le funzioni di sesshō e kanpaku in maniera quasi esclusiva fino al 1868 (le uniche eccezioni furono Toyotomi Hideyoshi e Toyotomi Hidetsugu), e spesso i potenti del tempo cercarono la loro alleanza.
Inoltre, fino al gennaio del 1924, quando l'Imperatore Hirohito sposò l'Imperatrice Kōjun, le consorti ufficiali degli imperatori del Giappone erano sempre state scelte tra le donne del clan Fujiwara. Per più di un millennio, e ancora adesso, molte principesse del Giappone vengono date in sposa a membri del clan; la terza figlia di Shōwa, la principessa Takanomiya (Kazoku) e la primogenita del principe Mikasa, la principessa Yasuko, sposarono rispettivamente un membro dei Takatsukasa e dei Konoe.